# Pará de Minas
Pará de Minas es un municipio brasileño del estado de Minas Gerais, región Sudeste del país. 

## Geografía
Está situado en la región central del estado, a tan sólo 90,5 kilómetros de la capital estadual, Belo Horizonte. Su sistema vial es realizado a través de la BR-262 (acceso a Triângulo Mineiro), por lo que la ciudad se halla en un punto estratégico. La ciudad es uno de los creadores más grandes de aves de corral para el consumo en el estado.